# フービーガットユー
フービーガットユー（Whobegotyou、2005年8月19日 - 2012年9月12日）とはオーストラリアの競走馬である。フービーガッチュー、フービーゴットユーと表記されることもある。2008年/2009年シーズン最優秀3歳牡馬・騸馬。

## 経歴
母テンプルオブピースは日本で生まれ、現役時代はヨーロッパで3勝の成績を残した。その後オーストラリアに渡り、ウィドンスタッドで繁殖牝馬となった。この母にシャトル種牡馬としてきていたドバイワールドカップ優勝馬のストリートクライを付けて誕生したのが本馬である。1歳になったフービーガットユーは2007年クラシックイヤリングセールに希望価格25,000ドルで上場されていたが、買い手がつかず、希望価格より低い19,500ドルで購買された。

## 戦績
2007年/08年シーズンの暮れにデビューし2戦2勝の結果を残す。2008年/09年シーズンは重賞初挑戦となるマクニールステークスに出走したがアタマ差で2着に敗れた。その後、コーフィールドギニープレリュードで7着に敗れたが連闘でスタットステークスに出走、初めてのマイル戦だったが3馬身差で勝利、重賞初制覇を飾る。続いて臨んだコーフィールドギニーでも3馬身差でG1競走初勝利を挙げた。2週間後のAAMIヴァーズでも勝利、ヴィクトリアダービーでも本命に推されていたが、2着に敗れ連勝は3で止まった。4ヶ月の休養をはさんで復帰したが、調子は上がらずに成績は低迷した。結局、その後は勝てずにクイーンエリザベスステークス9着を最後に休養に入った。2008年までの安定した成績などが評価され08年/09年シーズンの最優秀3歳牡馬・騸馬に選ばれた。
2009年/10年シーズンはリストンステークスから始動、クビ差の2着と復調の兆しを見せる。メムシーステークスでも2着とした後、ダットタンチナムステークスで久々の勝利を挙げた。ダットタンチナムステークスには日本産シンガポール4歳チャレンジ三冠馬のジョリーズシンジュも出走していた。アンダーウッドステークスでも2着に入り、久々にG1競走で連に絡むと、ヤルンバステークスでは前走敗れたハートオブドリームスを差しきりG1競走2勝目を挙げた。09年/10年シーズンに入ってから一度も連をはずしていない好調さなどによりコックスプレートでも本命に推されていたが、軽ハンデを生かしたソーユーシンクがスローで逃げ、後方で控えていたフービーガットユーは追いつけず6着に敗れた。休養をはさんでドゥームベン10000では2着、ストラドブロークハンデキャップでは11着に敗れた。
2010年/11年シーズンはメムシーステークスから始動し2着、ダットタンチナムステークスを連覇。ヤルンバステークスとコックスプレートではともに3着だった。その後、フューチュリティステークスでは2着、ブレミーステークスを勝利した。
2011年/12年シーズンはP.B.ローレンスステークスから始動し1着、ダットタンチナムステークスは3着に敗れた。
2012年9月12日に亡くなった。

### 競走成績
| 出走日     | 競馬場                 | 競走名                           | 格 | 距離    | 着順 | 騎手         | 着差      | 1着（2着）馬      |
| ---------- | ---------------------- | -------------------------------- | -- | ------- | ---- | ------------ | --------- | ----------------- |
| 2008.05.23 | ジーロング             | メイドン                         |    | AW1100m | 1着  | M.ロッド     | 1 3/4馬身 | (Sherpa)          |
| 2008.06.21 | ムーニーヴァレー       | ハンデキャップ競走               |    | D1200m  | 1着  | M.ロッド     | 1 1/2馬身 | （GeorGIa's Boy） |
| 2008.08.30 | コーフィールド         | マクニールS                      | G3 | 芝1200m | 2着  | M.ロッド     | アタマ    | Sugar Babe        |
| 2008.09.20 | コーフィールド         | コーフィールドギニープレリュード | G3 | D1400m  | 7着  | M.ロッド     | 2 1/2馬身 | Super Boy         |
| 2008.09.27 | ムーニーヴァレー       | スタットS                        | G2 | 芝1600m | 1着  | M.ロッド     | 3 3/4馬身 | (All American)    |
| 2008.10.11 | コーフィールド         | コーフィールドギニー             | G1 | D1600m  | 1着  | M.ロッド     | 3 1/4馬身 | (Time Thief)      |
| 2008.10.25 | ムーニーヴァレー       | AAMIヴァーズ                     | G2 | 芝2040m | 1着  | M.ロッド     | 1 1/2馬身 | (Buffett)         |
| 2008.11.01 | フレミントン           | ヴィクトリアダービー             | G1 | 芝2500m | 2着  | M.ロッド     | 2 1/2馬身 | Rebel Raider      |
| 2009.03.07 | フレミントン           | プレートオープン                 | LR | 芝1400m | 3着  | D.オリヴァー | ハナ      | Rockpecker        |
| 2009.03.21 | ローズヒルガーデンズ   | ファーラップS                    | G2 | D1500m  | 2着  | M.ロッド     | アタマ    | Heart of Dreams   |
| 2009.04.04 | ローズヒルガーデンズ   | ジョージライダーS                | G1 | 芝1500m | 9着  | M.ロッド     | 4 1/4馬身 | Vision and Power  |
| 2009.04.18 | ロイヤルランドウィック | ドンカスターマイル               | G1 | D1600m  | 3着  | M.ロッド     | 1馬身     | Vision and Power  |
| 2009.04.14 | ロイヤルランドウィック | クイーンエリザベスS              | G1 | 芝2000m | 9着  | M.ロッド     | 2 3/4馬身 | Pompeii Ruler     |
| 2009.08.15 | コーフィールド         | リストンS                        | G2 | D1400m  | 2着  | D.オリヴァー | クビ      | Predatory Pricer  |
| 2009.08.29 | コーフィールド         | メムシーS                        | G2 | D1400m  | 2着  | S.キング     | 1 1/4馬身 | Mic Mac           |
| 2009.09.12 | ムーニーヴァレー       | ダットタンチンナムS              | G2 | 芝1600m | 1着  | D.オリヴァー | 1馬身     | (Mic Mac)         |
| 2009.09.19 | コーフィールド         | アンダーウッドS                  | G1 | D1800m  | 2着  | M.ロッド     | 1/2馬身   | Heart of Dreams   |
| 2009.10.10 | コーフィールド         | ヤルンバS                        | G1 | 芝2000m | 1着  | D.オリヴァー | 3/4馬身   | (Heart of Dreams) |
| 2009.10.24 | ムーニーヴァレー       | コックスプレート                 | G1 | 芝2040m | 6着  | D.オリヴァー | 4馬身     | So You Think      |

## 血統表
| フービーガットユー (Whobegotyou)の血統（ミスタープロスペクター系 / Mr. Prospector 3×4=18.75%、Riverman 4×4=12.50%、Natalma 5×5=6.25%） | フービーガットユー (Whobegotyou)の血統（ミスタープロスペクター系 / Mr. Prospector 3×4=18.75%、Riverman 4×4=12.50%、Natalma 5×5=6.25%） | フービーガットユー (Whobegotyou)の血統（ミスタープロスペクター系 / Mr. Prospector 3×4=18.75%、Riverman 4×4=12.50%、Natalma 5×5=6.25%） | （血統表の出典）      | （血統表の出典） |
| 父 Street Cry 1998 黒鹿毛 アイルランド                                                                                                 | 父の父Machiavellian 1987 黒鹿毛 アメリカ                                                                                               | Mr. Prospector | Raise a Native        | Raise a Native   |
| 父 Street Cry 1998 黒鹿毛 アイルランド                                                                                                 | 父の父Machiavellian 1987 黒鹿毛 アメリカ                                                                                               | Mr. Prospector | Gold Digger           |                  |
| 父 Street Cry 1998 黒鹿毛 アイルランド                                                                                                 | 父の父Machiavellian 1987 黒鹿毛 アメリカ                                                                                               | Coup De Folie | Halo                  | Halo             |
| 父 Street Cry 1998 黒鹿毛 アイルランド                                                                                                 | 父の父Machiavellian 1987 黒鹿毛 アメリカ                                                                                               | Coup De Folie | Raise the Standard    |                  |
| 父 Street Cry 1998 黒鹿毛 アイルランド                                                                                                 | 父の母Helen Street 1982 鹿毛 イギリス                                                                                                  | Troy | Petingo               | Petingo          |
| 父 Street Cry 1998 黒鹿毛 アイルランド                                                                                                 | 父の母Helen Street 1982 鹿毛 イギリス                                                                                                  | Troy | La Milo               |                  |
| 父 Street Cry 1998 黒鹿毛 アイルランド                                                                                                 | 父の母Helen Street 1982 鹿毛 イギリス                                                                                                  | Waterway | Riverman              | Riverman         |
| 父 Street Cry 1998 黒鹿毛 アイルランド                                                                                                 | 父の母Helen Street 1982 鹿毛 イギリス                                                                                                  | Waterway | Boulevard             |                  |
| 母 Temple of Peace 1998 鹿毛 日本 | 母の父*Carnegie 1991 鹿毛 アイルランド                                                                                                 | Sadler's Wells | Northern Dancer       | Northern Dancer  |
| 母 Temple of Peace 1998 鹿毛 日本 | 母の父*Carnegie 1991 鹿毛 アイルランド                                                                                                 | Sadler's Wells | Fairy Bridge          |                  |
| 母 Temple of Peace 1998 鹿毛 日本 | 母の父*Carnegie 1991 鹿毛 アイルランド                                                                                                 | Detroit | Riverman              | Riverman         |
| 母 Temple of Peace 1998 鹿毛 日本 | 母の父*Carnegie 1991 鹿毛 アイルランド                                                                                                 | Detroit | Derna                 |                  |
| 母 Temple of Peace 1998 鹿毛 日本 | 母の母*Clovis Point 1991 鹿毛 イギリス                                                                                                 | Kris | Sharpen Up            | Sharpen Up       |
| 母 Temple of Peace 1998 鹿毛 日本 | 母の母*Clovis Point 1991 鹿毛 イギリス                                                                                                 | Kris | Doubly Sure           |                  |
| 母 Temple of Peace 1998 鹿毛 日本 | 母の母*Clovis Point 1991 鹿毛 イギリス                                                                                                 | Graphite | Mr. Prospector        | Mr. Prospector   |
| 母 Temple of Peace 1998 鹿毛 日本 | 母の母*Clovis Point 1991 鹿毛 イギリス                                                                                                 | Graphite | Stellarette F-No.14-c |                  |

プリティーポリー系に属し、近親にはファンタスティックライトなどがいる。